# Галатоне
Галатоне (итал. Galatone) — коммуна в Италии, располагается в регионе Апулия, в провинции Лечче.
Население составляет 15 936 человек (2008 г.), плотность населения составляет 342 чел./км². Занимает площадь 46 км². Почтовый индекс — 73044. Телефонный код — 0833.
Покровителем коммуны почитается святой Себастьян, празднование 20 января.

## Демография
Динамика населения:

## Администрация коммуны
- Официальный сайт: http://www.comune.galatone.le.it/